# Белведур
Белведур (на словенски: Belvedur) е село в Словения, Обално-крашки регион, община Копер.
Според Националната статистическа служба на Република Словения през 2002 г. селото има 12 жители, а през 2020 г. – 7.